# Comarca de Dois Irmãos do Buriti
A Comarca de Dois Irmãos do Buriti é uma comarca brasileira localizada no município de Dois Irmãos do Buriti, no estado de Mato Grosso do Sul, a 100 quilômetros da capital.

## Generalidades
Sendo uma comarca de primeira entrância, tem uma superfície total de 2344 km², o que totaliza aproximadamente 0,7% da superfície total do estado. A povoação total da comarca é de 10,3 mil habitantes, aproximadamente 0,4% do total da povoação estadual, e a densidade de povoação é de 4,41 habitantes por km².
A comarca inclui o município de Dois Irmãos do Buriti. Limita-se com as comarcas de Terenos, Anastácio, Nioaque, Maracaju, Sidrolândia.
Economicamente possui PIB R$ 107 790 000,00 e PIB per capita R$ 10 402,47